# Sicista tianshanica
Sicista tianshanica är en däggdjursart som först beskrevs av Salensky 1903.  Sicista tianshanica ingår i släktet buskmöss, och familjen hoppmöss. IUCN kategoriserar arten globalt som livskraftig. Inga underarter finns listade i Catalogue of Life.
Denna buskmus blir 67 till 73 mm lång (huvud och bål), har en 99 till 114 mm lång svans och väger 9 till 14 g. Den har på ovansidan en halmfärgad päls som blir ljusare fram till kroppssidorna. En mörk längsgående strimma på ryggens topp saknas. Undersidan är täckt av ljusgrå till gulaktig päls. På hakan och strupen är pälsen nästan vit.
Arten förekommer i bergstrakten Tianshan i Kazakstan, Kirgizistan och västra Kina. Den vistas mellan 500 och 3200 meter över havet. Habitatet utgörs av ängar, stäpper, buskskogar och öppna skogar.
Individerna är främst aktiva vid skymningen och gryningen. De äter ryggradslösa djur, bär och frön. Under den kalla årstiden håller arten 3 till 5 månader vinterdvala. Honor har en kull per år med 3 till 7. Individerna vilar ofta i håligheter i delvis förmultnade trädstubbar.